# زاوولژیه، اوبلاست نیژنی نووگورود
شهر زاوولژیه، اوبلاست نیژنی نووگورود (به روسی: Заволжье) در کشور روسیه و در اوبلاست نیژنی نووگورود واقع شده‌است.